# شیرخان‌بندر
شیرخان‌بندر در شمال افغانستان میان مرز تاجیکستان و افغانستان قرار دارد. میان شیرخان‌بندر و تاجیکستان رود بزرگ آمودریا قرار دارد که توسط پل پنج با هم ارتباط یافته‌است. یکی از نام‌های پیشین آن قزل قلعه بوده‌است.

## تاریخچه
شیر محمد ناشر از قبیلهٔ خروتی قوم غلجایی یکی از بزرگان و خان‌های مشهور این قوم بود که در تاریخ افغانستان به نام شیرخان مشهور است. پس از آن‌که حبیب‌الله کلکانی از نادرشاه شکست خورد، قوای شیرخان به قصد سرکوب یاغیان و نافرمانان به‌طرف شمال افغانستان پیش می‌رود و شیرخان تا مرز افغانستان و تاجیکستان را به تصرف خود درمی‌آورد. نادرشاه به منظور استقرار اوضاع، فرمان می‌دهد تا شیرخان و افراد او در ولایت قندوز مقر دائمی اختیار نمایند. شیرخان در سال ۱۳۰۹ خورشیدی به منصب والی قندوز مقرر می‌گردد. او پس از چند سال یکی از زمین‌داران بزرگ و پرقدرت قندوز می‌گردد. غلام سرور ناشر یکی از فرزندان شیرخان در شهر کندز مراکزی چون شیرخان بندر، شرکت تولید روغن پنبه‌دانه یا «سپین زر»، هتل سپین زر، موزه را بنیان‌گذاری می‌نماید. شیرخان توسط هاشم‌خان کاکا محمد ظاهرشاه به قتل می‌رسد.
این بندر در ۱ تیر ۱۴۰۰ تحت حملهٔ طالبان سقوط کرد.